# Маяк Болд-Хед
Маяк Болд-Хед (англ. Bald Head Light) — старейший маяк Северной Каролины, расположен на острове Болд-Хед в дельте реки Кейп-Фир, служил для навигации напротив мыса Фир. Высота маяка — 33,5 метра (42-й по высоте маяк страны). Действовал до 1935 года.

## История

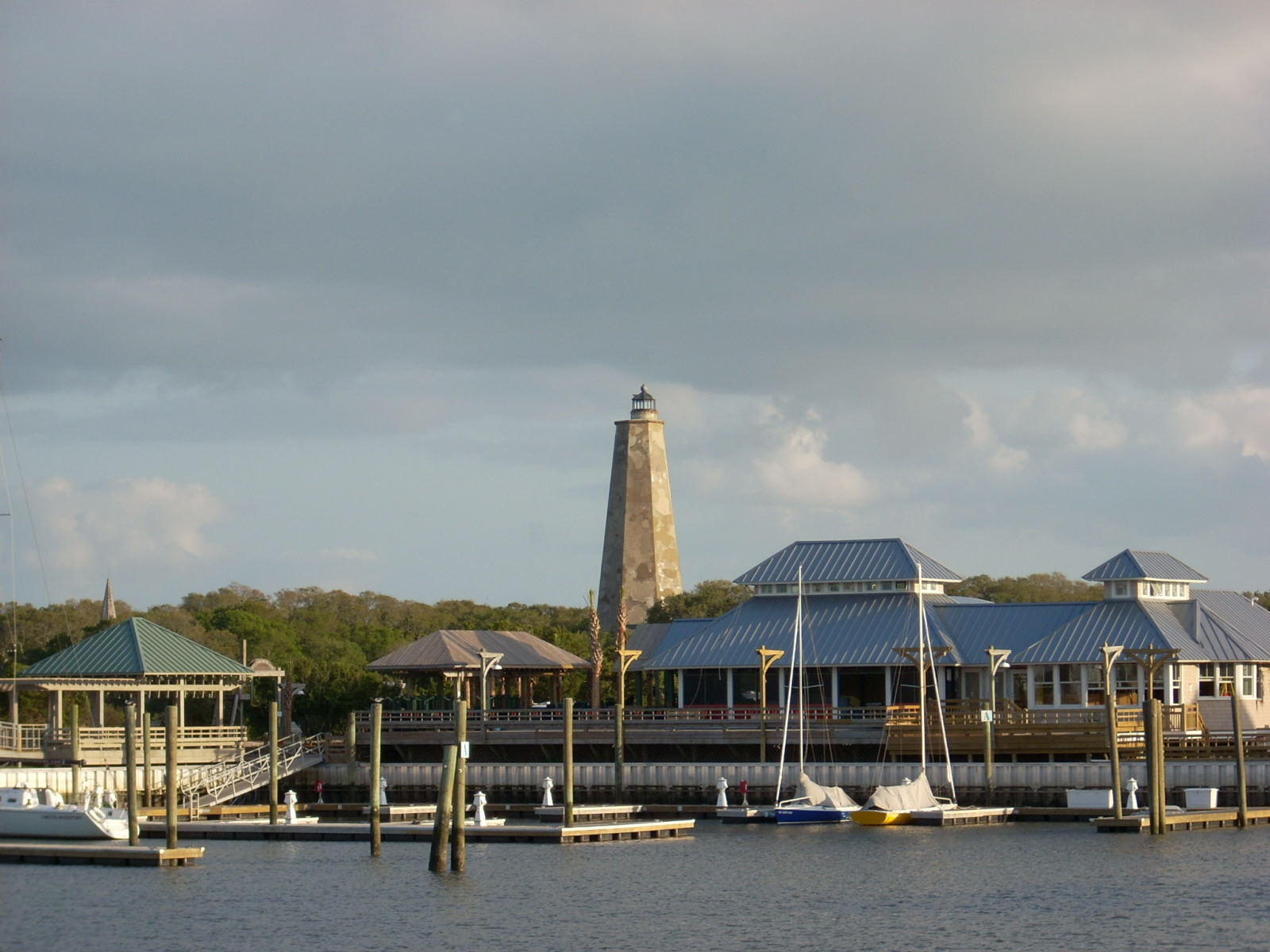
Вид на маяк Болд-Хед с реки

Маяк был построен в 1817 году и заменил более старый маяк, пришедший в негодность. Он служил как маяк до 1935 года и как радиомаяк до 1958 года. Служил для обозначения опасных мелей Фраинг-Пэн, находящихся напротив мыса Фир. После строительства маяка на острове Оак после полностью списан и является сейчас достопримечательностью острова.